# Idelberg
Idelberg település Németországban, Rajna-vidék-Pfalz tartományban. Lakosainak száma 61 fő (2023. december 31.).

## Népesség
A település népességének változása:
| Lakosok száma | 59   | 56   | 66   | 62   | 61   |
|               | 2017 | 2019 | 2021 | 2022 | 2023 |